# خورخي فوساتي
خورخي دانيال فوساتي لوراتشي (بالإسبانية: Jorge Fossati) (مواليد 22 نوفمبر 1952) هوَ حارس مرمى أوروغواياني سابق ومدرب كرة قدم حالي. بعدما أنهى مسيرتهُ الكروية كلاعب كرة قدم؛ تحوّل للتدريب حيثُ أشرفَ على قيادة العديد من الأندية في أورغواي والإكوادور وقطر بالإضافةِ إلى البرازيل. حقّق المدرب خورخي عددًا من الإنجازات طوال مسيرته التدريبيّة؛ ولعلّ أبرزها تحقيق دوري أبطال آسيا مع نادي السد القطري عام 2011 وذلك بعد غيابٍ دام 23 عامًا.

## المسيرة الكرويّة

### البداية
بدأ خورخي مسيرتهُ في عالم التدريب كمدربٍ عام 1994 لفريق ريفر بلات مونتفيديو حيثُ قام بتدريبه لمدة ثلات مواسم؛ حقّقَ فيها معهم بطولة الدوري. انتقلَ فيما بعد للإشرافِ فنيًا على نادي بينارول ثم انتقلَ من جديد لتدريب نادي سيرو بورتينو موسم 1997 قبل أن يُصبحَ مدربًا لنادي لفريق كولون دي سانتوس في عام 2001 ثم عُين مدربًا لفريق دانيوبو ودربه موسمًا واحدًا فقط بعدما نجحَ في الصعودِ معه لنهائي الكأس موسم 2002. انتقل في العام الموالي للإكوادور حيثُ أشرفَ على قيادة إل دي يو كويتو فحقق معه بطولة الدوري الإكوادوري.

### منتخب الأوروغواي: 2004-2006
انتقلَ في عام 2004 للإشرافٌ رسميًا على قيادة منتخب الأوروغواي؛ حيثُ خاض معهُ تصفيات أمريكا الجنوبية المؤهلة لكأس العالم؛ فحصلَ على المركز الخامس ما أهّلهُ للعبِ الملحق مع أستراليا وكانَ قريبًا من التأهل بعدما فازَ في مباراة الذهاب بـ 1 - 0 قبل أن يخسر في مباراة الإياب بنفسِ النتيجة ثمّ خسر ركلات الترجيح 4-2. بعدما أخفقَ في الوصول لكأس العالم؛ أعلنَ خورخي تركه المنتخب طوعًا.

### نادي السد: 2006-2008
في نفس عام استقالتهِ من تدريب منتخب الأوروغواي؛ تعاقدَ مع نادي السد القطري ولفتَ الانتباه بفضلِ حنكتهِ التدريبيّة ومغامراتهِ الكثيرة؛ ففي مباراةٍ أمامَ نادي الريان؛ غامرَ خورخي حينما أقحمَ 5 مهاجمين لكنّه نجحَ في الفوزِ بالمباراة. استطاعَ خورخي تحقيق 7 بطولات مع النادي القطري في ثلاث مواسم؛ حيثُ حقّق الدوري مرتين، كأس الأمير مرتين، كأس ولي العهد مرتين وكأس الشيخ جاسم مرة واحدة.

### المنتخب القطري: 2008
تعاقدَ المنتخب القطري مع المدرّب خورخي في عام 2008 حيثُ كانَ ينوي قيادتهم التأهل لكأس العالم؛ قبل أن يخضع لعملية جراحية مما أدى إلى إعفائه وتعيين بديلٍ له.

### إل دي يو: 2009
بعد تعافيهِ الكلّي؛ عادَ خورخي للإكوادور للإشرافِ على نادي إل دي يو الذي قادهُ لتحقيقِ نتائج إيجابية حيثُ فازَ في بطولة السود أمريكانا على نادي ريفر بليت الأرجنتيني بـ 7-0 في مباراة النصف النهائي؛ وفي المباراة النهائية تمكّن من جديد في الفوزِ على نادي فلومينيزي بـ 5-1 متوجًا الفريق بتلك البطولة .

### نادي إنترناسيونال: 2010
استلمَ خورخي قيادة نادي إنترناسيونال ليكون بذلك المدرب الأجنبي الوحيد في ذاك الموسم من الدوري البرازيل. وصلَ خورخي بالفريق إلى نصف نهائي بطولة الكوبا ليبرتادورس، حيث فاز في مباراة الذهاب أمام نادي إستوديانتس – حامل لقب النسخة السابقة – بـ 1-0 ولكنه خسر مباراة الإياب بـ 2-1. بعد هذا الإقصاء؛ اجتمعَ خورخي بإدارة النادي وقرّر فسخ عقده بالتراضي.

### نادي الشباب: 2010
نجحَ نادي الشباب السعودي عام 2010 في التعاقدِ مع المدرب الأوروغواياني الذي قاد الفريق لتحقيقِ المركز الرابع في الدوري السعودي كما وصلَ معهم نصف نهائي دوري أبطال آسيا قبل أن يفكّ الارتباط بالتراضي مع النادي السعودي عائدًا من جديد لنادي السد القطري.

### نادي العين: 2013
تعاقدَ خورخي مع نادي العين الإماراتي بعد رحيلِ مدربهم السابق أولاريو كوزمين إلى نادي الأهلي.

## روابط خارجية
- خورخي فوساتي على موقع قاعدة بيانات كرة القدم.إي يو (الإنجليزية)
- خورخي فوساتي على موقع Soccerway.com (الإنجليزية)
- خورخي فوساتي على موقع عالم كرة القدم.نت (الإنجليزية)